# Alchi (klooster)
Alchi is een Tibetaans boeddhistisch klooster in de plaats Alchi in het Himalayagebergte in Noord-India, op 67 km afstand van de stad Leh. Het klooster werd gebouwd door lotsawa (vertaler) Rinchen Sangpo.
Het is een van de oudste kloosters uit het oude Koninkrijk Ladakh en herbergt 11e-eeuwse muurschilderingen. Dit zijn enkele van de oudst bewaard gebleven schilderingen in de regio die spirituele details laten zien van zowel boeddhistische als hindoeïstische koningen van Kasjmir.